# Santo Aleixo de Além-Tâmega
Santo Aleixo de Além-Tâmega era una freguesia portuguesa del municipio de Ribeira de Pena, distrito de Vila Real.

## Historia
Fue suprimida el 28 de enero de 2013, en aplicación de una resolución de la Asamblea de la República portuguesa promulgada el 16 de enero de 2013 al unirse con la freguesia de Salvador, formando la nueva freguesia de Ribeira de Pena (Salvador) e Santo Aleixo de Além-Tâmega.